# أيرلنديون كاثوليك
الأيرلنديون الكاثوليك هم مجموعة إثنيَّة دينيَّة أصلية في جزيرة أيرلندا، وهم أشخاص من العرقية الأيرلندية أو من أصول أيرلندية ويتبعون الكنيسة الكاثوليكية على حد سواء. هذه المجموعة ليست عقيدة أو طائفة منفصلة، مثل «الآنكلو الكاثوليكية»، أو «الكنيسة الكاثوليكية القديمة» أو «الكنائس الكاثوليكية الشرقية»، وليس لها استقلالية ذاتية (باللاتينيَّة: sui iuris؛ «سوي يوريس») أو خصوصيّة من ناحية الطقوس والممارسات الدينية مثل كنيسة الروم الملكيين الكاثوليك أو الكنيسة الكلدانية الكاثوليكية. لدى الكاثوليك الأيرلنديين شتات كبير، حيث تضم الولايات المتحدة 10 ملايين إيرلندي كاثوليكي.

## تاريخ
لعبت الإنقسامات بين الكاثوليك والبروتستانت الأيرلنديين (البروتستانت يتضمنون طبقة البروتستانتية المهيمنة أتباع الكنيسة الانجليكانية والتي هيمنت على كافة المجالات السياسية والإقتصادية والإجتماعية) دورًا رئيسيًا في تاريخ أيرلندا من القرن السادس عشر (وخاصًة مع حركة الإصلاح في أيرلندا) إلى القرن العشرين (وخاصًة خلال فترة الإضطرابات). وقد مثّل الدين جزء من هذه الإنقسامات، خاصًة من خلال الادعاءات المتعلقة للوصول إلى السلطة. على سبيل المثال، رأت الأغلبية الأيرلندية الكاثوليكية نفسها كهوية مستقلة عن بريطانيا، وبالتالي تم استبعادهم من السلطة، على الرغم من كون العديد من المنخرطين في التمرد ضد الحكم البريطاني في الواقع من البروتستانت.
بعد الثورة الأيرلندية في عام 1798، إحتلت الأسر الأنجليكانية مراكز سياسية مرموقة وأصبحت عماد الطبقة الأرستقراطية والبرجوازية، وأنتمت الغالبية العظمى من الأسر البروتستانتية عرقيًا إلى الأنجلو-أيرلنديين. وشكل أتباع كنيسة أيرلندا الأنجليكانيَّة الطبقة الحاكمة والنخبة المثقفة فأسسوا جامعة دبلن واحتكروا دخول المؤسسات التعليمية والجامعية الراقية. وعلى الرغم من كون الكاثوليك هم الغالبية العظمى من سكان أيرلندا، الا انهم عانوا من التمييز جراء الامتيازات التي حصل عليها البروتستانت الأنجليكان.
هاجرت العديد من الأسرة الكاثوليكية الأيرلندية إلى جميع أنحاء العالم بسبب الأوضاع الإجتماعية والإقتصادية والتمييز، خاصًة إلى الدول الناطقة باللغة الإنجليزية. وبدأت الهجرة مع المجاعة الأيرلندية الكبرى في أواخر 1840، وقد سبّب ذلك إلى انخفاض عدد السكان بنسبة تزيد على النصف في القرن التالي بسبب الموت من الجوع والمرض، فضلًا عن الهجرة التي بدأت بعد ذلك. أدّى هذا التدفق  في نهاية المطاف إلى زيادة السلطة السياسية للكنيسة الرومانية الكاثوليكية وزيادة الوجود الثقافي الكاثوليكي في الولايات المتحدة، كما وأدّى في الوقت نفسه إلى تزايد الخوف من «الخطر» الكاثوليكي حيث ازدادت المشاعر المعادية للكاثوليك من قبل السكان البروتستانت المحليين. لكن بحلول القرن التاسع عشر تضائل على العداء، حيث أدرك البروتستانت الأمريكيين أن الرومان الكاثوليك لم يحاولوا السيطرة على الحكومة. ومع ذلك، استمرت المخاوف حتى القرن العشرين من أنّ هناك الكثير من «التأثير الكاثوليكي» على الحكم. وبحلول القرن العشرين، كان الكاثوليك الأيرلنديين راسخين في الولايات المتحدة وأصبحوا الآن جزءًا من المجتمع الأمريكي السائد.
أصبح مصطلح أيرلنديون كاثوليك واسع النطاق في المملكة المتحدة، والولايات المتحدة، وكندا، وأستراليا ونيوزيلندا. لدى بعض هذه الدول أغلبية بروتستانتية، وبالتالي حصل إنفصال بين المجموعة الكاثوليكية الأيرلندية عن محيطها فأصبح لها خاصيّة ثقافية وحضاريّة ومؤسساتها الخاصة بها وأضحى القديس باتريك ووتذكاره الأيقونة الثقافية للأيرلنديين الكاثوليك. وصل الأيرلنديون الكاثوليك إلى مناصب سياسية واقتصادية وأكاديمية بارزة في المهجر، ويذكر أن الرئيس الكاثوليكي الأول للولايات المتحدة جون كينيدي هو من أصول أيرلندية كاثوليكية.